# La Revue du Rouergue
La Revue du Rouergue est une revue littéraire créée après la Seconde Guerre mondiale par Pierre Carrère à la suite du Journal de l'Aveyron qui paraissait depuis 1792.
Cette revue publiée sous la forme d'un petit livre est très complète : histoire, géographie, portraits, actualités départementales. Le choix de mettre peu de photos en fait une revue rare souvent consultée dans les bibliothèques.
Après avoir vu le nombre de ses abonnés divisé par quatre, la revue, après plus de 60 ans d'existence, a cessé de paraître fin 2009.
Elle reprend son activité éditoriale en 2011, avec la parution de nouveaux articles scientifiques, au sein des Études aveyronnaises (recueil annuel des travaux de la Société des lettres, sciences et arts de l'Aveyron), dans un chapitre consacré aux « contributions de la Revue du Rouergue ».